# Antal Doráti
Antal Doráti [ˈɒntɒl ˈdoraːti] (ur. 9 kwietnia 1906 w Budapeszcie, zm. 13 listopada 1988 w Gerzensee, Szwajcaria) – węgiersko-amerykański dyrygent i kompozytor.

## Życiorys
Doráti urodził się w rodzinie z muzycznymi tradycjami, jego ojciec był skrzypkiem budapeszteńskiej filharmonii. Po ukończeniu sławnego Fasori Gimnázium, studiował w Akademii Muzycznej im. Ferenca Liszta, jego profesorami kompozycji byli Zoltán Kodály i Leó Weiner, a fortepianu Béla Bartók. Debiutował w 1924 w budapeszteńskiej operze. Z końcem lat 30. wyemigrował do USA i w 1947 otrzymał amerykańskie obywatelstwo. W 1949 dyrygował prawykonaniem ukończonego przez Tibora Serly’ego i Williama Primrose’a koncertu altówkowego Béli Bartóka.
Nagrał wiele płyt, w tym dzieła Haydna (m.in. jego wszystkie 107 symfonii), Bartóka i Zoltána Kodálya. Doráti nie tylko dyrygował, lecz również komponował i aranżował. W 1983 został pasowany przez Elżbietę II na rycerza.
Doráti był stałym dyrygentem następujących orkiestr:
- Dallas Symphony Orchestra (1945–1948)
- Minneapolis Symphony Orchestra (1949–1960)
- BBC Symphony Orchestra (1963–1966), która grywała również jego kompozycje
- Orkiestra filharmonii sztokholmskiej (1966–1970), z którą nagrał wiele własnych kompozycji.
- National Symphony Orchestra w Waszyngtonie (1970–1977)
- Detroit Symphony Orchestra (1977–1981)
- Royal Philharmonic Orchestra (1975–1979).